# 松山市農業協同組合
松山市農業協同組合（まつやましのうぎょうきょうどうくみあい、英称：JA Matsuyama ）は、愛媛県松山市に本所を置く農業協同組合である。略称はJA松山市。

## 主要事業
- 経済事業
- 共済
- 信用事業
- 葬祭事業
- 駐車場運営
- コイン精米機事業

## 管轄区域
- 松山市
- 東温市
- 伊予郡松前町
- 上浮穴郡久万高原町

## 沿革
- 1964年 - 松山市内の13の農業協同組合が合併し、「松山市農業協同組合」が誕生。
- 1965年 - 湯山農業協同組合と合併。
- 1966年 - 久米農業協同組合と合併。
- 1972年 - 株式会社松山生協を設立。
- 1974年 - 株式会社丸生を設立。
- 1991年 - 泊農業協同組合と合併。
- 1992年 - 小野農業協同組合と合併。
- 1997年 - 北伊予農業協同組合と合併。
- 1998年 - 松前町農業協同組合と合併。
- 1999年 - 郵貯ATMとオンライン提携を開始。川内町川上農業協同組合・久万農業協同組合と合併。愛媛銀行ATMとオンライン提携開始。
- 2000年 - 愛媛県信用農業協同組合連合会とオンライン提携開始。
- 2005年 - 堀江農業協同組合と合併。

## 管内主要生産物
果物
- 伊予柑
- 温州みかん
- キウイ
- いちご
- ビワ

野菜
- タマネギ
- きゅうり
- ナス
- トマト
- ミニトマト
- レタス
- 白ねぎ
- キャベツ
- 枝豆
- ブロッコリー
- ピーマン

米穀
- 米
- 麦

その他
- 茶
- 花木

## 子会社
- 丸生
- 松山生協